# Облеухов, Александр Дмитриевич
Александр Дмитриевич Облеухов (Аблеухов) (ок. 1742 — 1814) — генерал-майор артиллерии (1791). Правитель Калужского наместничества  (1794—1796).

## Биография
Родился около 1742 года вместе с братом Семёном в семье Дмитрия и Анны, урождённой Гринёвой, Облеуховых.
Службу начал 1 января 1759 года в артиллерии фурьером; с 8 мая 1760 года — сержант. Был произведён: 1 июля 1763 — в подпоручики, 29 сентября 1764 — в поручики, 1 января 1772 — в капитаны.
В 1772 году участвовал в русско-турецкой войне, за храбрость был награждён орденом Св. Георгия 4-й степени. Был произведён в артиллерии майоры 5 мая 1779 года; 28 июня 1783 года получил чин артиллерии подполковника; с 14 апреля 1789 года — полковник; 25 марта 1791 года произведён в генерал-майоры артиллерии.
В 1793 году был награждён орденом Св. Владимира 2-й степени.
10 февраля 1794 года был назначен правителем Калужского наместничества; в 1796 году Павел I отправил его в отставку.
Жил в Москве в собственном доме на Тверской улице.
Умер в Москве 28 октября (9 ноября) 1814 года, похоронен в Покровском монастыре.

## Семья
С 1789 года был женат (возможно, вторым браком) на Прасковье Фёдоровне (Феодосьевне?), урождённой Казариновой (ок. 1763 — 27.03.1828). Их сын: Дмитрий Александрович (1790—1827), писатель и переводчик, близкий к окружению декабристов.